# Folmar Blangsted
Folmar Blangsted (* 6. Oktober 1904 in Kopenhagen, Dänemark; † 11. August 1982 in Los Angeles, Kalifornien) war ein US-amerikanischer Filmeditor dänischer Herkunft. 

## Leben
Blangsted inszenierte 1937 mit Westbound Mail und The Old Wyoming Trail zwei Filme, danach war er ab 1944 bis in die 1970er Jahre hinein als Editor tätig. Insgesamt war er bei rund 70 Produktionen am Schnitt beteiligt, darunter einige Fernsehfilme in den 1970er Jahren sowie vereinzelte Tätigkeiten für Serien. 
1972 wurde er für seine Mitarbeit an dem Film Sommer ’42 für den Oscar in der Kategorie Bester Schnitt nominiert und von den American Cinema Editors mit einem Eddie Award ausgezeichnet.

## Filmografie (Auswahl)
- 1945: Rhapsodie in Blau (Rhapsody in Blue)
- 1947: Der Fluch des Wahnsinns (Cry Wolf)
- 1949: Mein Traum bist Du (My Dream Is Yours)
- 1949: Die Straße der Erfolgreichen (Flamingo Road)
- 1950: 6.6. 6 Uhr 30 – Durchbruch in der Normandie (Breakthrough)
- 1951: Die Teufelsbrigade (Distant Drums)
- 1951: Ich war FBI Mann M.C. (I Was a Communist for the FBI)
- 1952: Feuerschutz für Stoßtrupp Berta (Retreat, Hell!)
- 1953: Zurück am Broadway (She’s Back on Broadway)
- 1953: Der brennende Pfeil (The Charge At Feather River)
- 1954: Ein neuer Stern am Himmel (A Star Is Born)
- 1955: Aus dem Leben einer Ärztin (Strange Lady in Town)
- 1955: Verdammt zum Schweigen (The Court-Martial of Billy Mitchell)
- 1957: Weint um die Verdammten (Band of Angels)
- 1958: Einer muß dran glauben (The Left Handed Gun)
- 1958: Die Liebe der Marjorie Morningstar (Marjorie Morningstar)
- 1959: Rio Bravo
- 1960: J.D., der Killer (The Rise and Fall of Legs Diamond)
- 1960: Das Dunkel am Ende der Treppe (The Dark at the Top of the Stairs)
- 1961: Das Gold der sieben Berge (Gold of the Seven Saints)
- 1961: Claudelle und ihre Liebhaber (Claudelle Inglish)
- 1962: Taras Bulba
- 1963: Patrouillenboot PT 109 (PT 109)
- 1964: Die Frau seines Herzens (Dear Heart)
- 1965: Die Normannen kommen (The War Lord)
- 1967: Camelot – Am Hofe König Arthurs (Camelot)
- 1968: Bandolero
- 1968: Die Unerschrockenen (Hellfighters)
- 1969: Colossus (Colossus: The Forbin Project)
- 1971: Sommer ’42 (Summer of 42)
- 1973: Oklahoma Crude